# Lavonne Idlette
Lavonne Celeste Idlette (ur. 31 października 1985 w Miami) – dominikańska lekkoatletka specjalizująca się w biegu na 100 metrów przez płotki. Okazjonalnie występuje także w sztafecie 4 × 100 metrów. Do 1 lipca 2009 reprezentowała Stany Zjednoczone.
Tuż po zmianie barw narodowych w 2009 zajęła 6. miejsce na mistrzostwach Ameryki Środkowej i Karaibów. W 2011 weszła w skład dominikańskiej sztafety 4 × 100 metrów, która zajęła 5. miejsce na mistrzostwach Ameryki Środkowej i Karaibów, ustanawiając przy okazji rekord kraju na tym dystansie (44,68). Bez powodzenia startowała w tym samym roku na mistrzostwach świata w Daegu (2011). Ósma zawodniczka igrzysk panamerykańskich w Guadalajarze. W 2012 sięgnęła po brąz mistrzostw ibero-amerykańskich w Barquisimeto. W tym samym roku startowała na igrzyskach olimpijskich w Londynie. Brązowa medalistka mistrzostw Ameryki Środkowej i Karaibów w 2013. W 2014 zdobyła złoto w biegu na 100 metrów przez płotki, a z koleżankami z reprezentacji sięgnęła po srebro w sztafecie 4 × 100 metrów podczas mistrzostw ibero-amerykańskich.
Medalistka mistrzostw Dominikany. Stawała także na podium otwartych mistrzostw Kuby oraz tamtejszej olimpiady narodowej.

## Osiągnięcia
| Rok  | Impreza                                  | Miejsce      | Konkurencja                     | Lokata     | Wynik  |
| ---- | ---------------------------------------- | ------------ | ------------------------------- | ---------- | ------ |
| 2009 | Mistrzostwa Ameryki Środkowej i Karaibów | Hawana       | bieg na 100 metrów przez płotki | 6. miejsce | 13,50  |
| 2010 | Igrzyska Ameryki Środkowej i Karaibów    | Mayagüez     | bieg na 100 metrów przez płotki | 7. miejsce | 13,83  |
| 2011 | Mistrzostwa Ameryki Środkowej i Karaibów | Mayagüez     | bieg na 100 metrów przez płotki | eliminacje | 13,92  |
| 2011 | Mistrzostwa Ameryki Środkowej i Karaibów | Mayagüez     | sztafeta 4 × 100 metrów         | 5. miejsce | 44,68  |
| 2011 | Mistrzostwa świata                       | Daegu        | bieg na 100 metrów przez płotki | eliminacje | 13,39  |
| 2011 | Igrzyska panamerykańskie                 | Guadalajara  | bieg na 100 metrów przez płotki | 8. miejsce | 13,62  |
| 2012 | Mistrzostwa ibero-amerykańskie           | Barquisimeto | bieg na 100 metrów przez płotki | 3. miejsce | 13,24  |
| 2012 | Igrzyska olimpijskie                     | Londyn       | bieg na 100 metrów przez płotki | eliminacje | 13,60  |
| 2013 | Mistrzostwa Ameryki Środkowej i Karaibów | Morelia      | bieg na 100 metrów przez płotki | 3. miejsce | 13,41  |
| 2013 | Mistrzostwa świata                       | Moskwa       | bieg na 100 metrów przez płotki | półfinał   | 12,91  |
| 2014 | Halowe mistrzostwa świata                | Sopot        | bieg na 60 metrów przez płotki  | eliminacje | 8,16   |
| 2014 | Mistrzostwa ibero-amerykańskie           | São Paulo    | bieg na 100 metrów przez płotki | 1. miejsce | 12,99  |
| 2014 | Mistrzostwa ibero-amerykańskie           | São Paulo    | sztafeta 4 × 100 metrów         | 2. miejsce | 46,58  |
| 2014 | Puchar interkontynentalny                | Marrakesz    | bieg na 100 metrów przez płotki | 4. miejsce | 13,06  |
| 2015 | Igrzyska panamerykańskie                 | Toronto      | bieg na 100 metrów przez płotki | eliminacje | 13,14w |
| 2015 | Mistrzostwa NACAC                        | San José     | bieg na 100 metrów przez płotki | 5. miejsce | 13,01w |
| 2015 | Mistrzostwa świata                       | Pekin        | bieg na 100 metrów przez płotki | eliminacje | 13,70  |

## Rekordy życiowe
- Bieg na 60 metrów przez płotki (hala) – 8,16 (2014) rekord Dominikany
- Bieg na 100 metrów przez płotki – 12,77 (2013) rekord Dominikany